# Nuland
Nuland is een dorp in de gemeente 's-Hertogenbosch in de Nederlandse provincie Noord-Brabant, gelegen aan de A59 tussen 's-Hertogenbosch en Oss. Nuland telt 4.660 inwoners (2023).
De voormalige gemeente Nuland omvatte ook een groot deel van Vinkel en had een oppervlakte van 1.622 ha.

## Etymologie
Nuland werd oorspronkelijk als Nuwelant geschreven en betekent Nieuw land. Dit slaat echter vooral op het poldergebied ten noorden van de plaats dat tot 1942 geregeld door de Beerse Maas werd overstroomd.

## Stichtingslegende
Een vrome legende maakt gewag van een rijke schipper die in grote nood verkeerde en beloofde een kerk te stichten mocht hij behouden aan land komen. Eindelyck gelukt 't hem 't binnenwater in te loopen (waarmee de Beerse Maas werd bedoeld) en hij vond daar een nauw stuk land, alwaar hij behouden aan land kwam en hij bouwde aldaar eene schoonen kerk zoals hij beloofd ha, nadat hij uitgeroepen had: "Nu heb ik land!".

## Geschiedenis

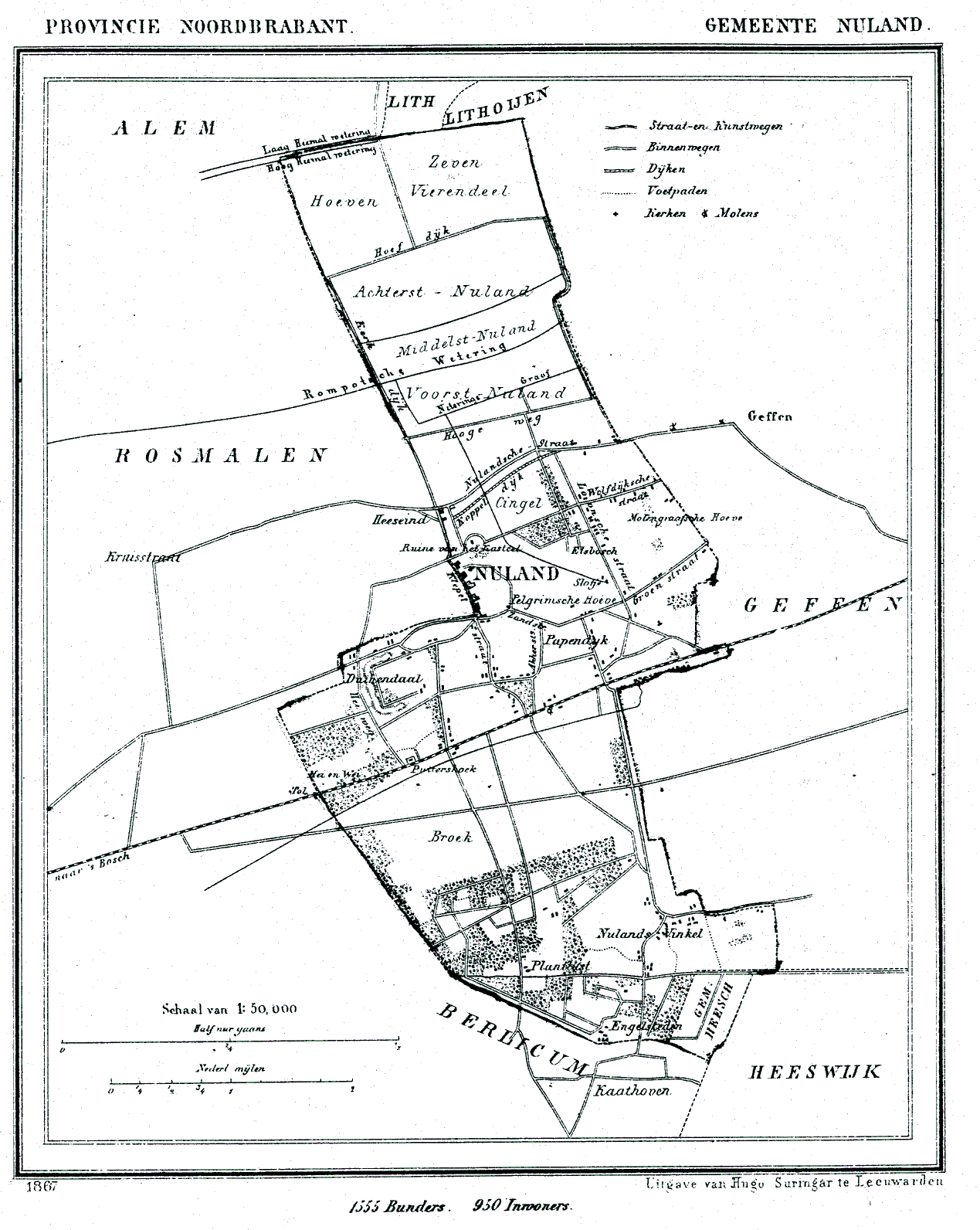
Kaart gemeente Nuland (1867)

In de middeleeuwen maakte Nuland deel uit van het Kwartier van Maasland van de Meierij van 's-Hertogenbosch. De oudste vermelding van Nuland stamt van 11 november 1299, toen de inwoners van Nuland grond kregen om te ontginnen (gemeynt) en tevens gemeenterechten verkregen van Jan II van Brabant. Later werd Nuland met Geffen een heerlijkheid, die gedurende 1505-1638 in het bezit was van de familie Van Vladeracken. Een kasteel werd omstreeks 1500 gebouwd door Jan van Vladeracken, direct ten noorden van de kom, aan de Singel. Het was een rond kasteel dat in de Franse tijd verwoest werd. Een ronding in de weg, direct ten zuiden van de spoorbaan herinnert hier nog aan, evenals de naam van de hoeve: "Vladeracken".
Van 1666-1672 woonde Cornelis Tromp in Nuland. Hij was de zoon van Maarten Tromp en broer van Joanna Maria Tromp, de echtgenote van Cornelis Gans, Heer van Nuland en later werd zij Vrouwe van Nuland.
Ernstige overstromingen vonden regelmatig plaats, bijvoorbeeld nog in 1876 en 1880.
Nuland heeft tijdens de bevrijdingsdagen erg geleden. Het werd tijdens de Operatie Market Garden eerst door de geallieerden en later door de Duitsers beschoten. Op 5 oktober 1944 werd de kerktoren opgeblazen en op 9 oktober werd het dorp geëvacueerd. De bewoners vluchtten naar Geffen, dat dan reeds is bevrijd, en vervolgens naar Oss. Op 22 oktober 1944 werd de aanval op 's-Hertogenbosch ingezet en werd Nuland bevrijd door de 53e (Welshe) Infanteriedivisie. Op 27 oktober kwam ook 's-Hertogenbosch in handen van de geallieerden.
Tot 1993 was Nuland een zelfstandige gemeente, op 1 januari 1993 zijn Nuland, Geffen en Vinkel samengevoegd tot de gemeente Maasdonk.
Tot en met 31 december 2014 was Nuland onderdeel van de gemeente Maasdonk. Op 1 januari 2015 ging de plaats op in de gemeente 's-Hertogenbosch.

## Bezienswaardigheden

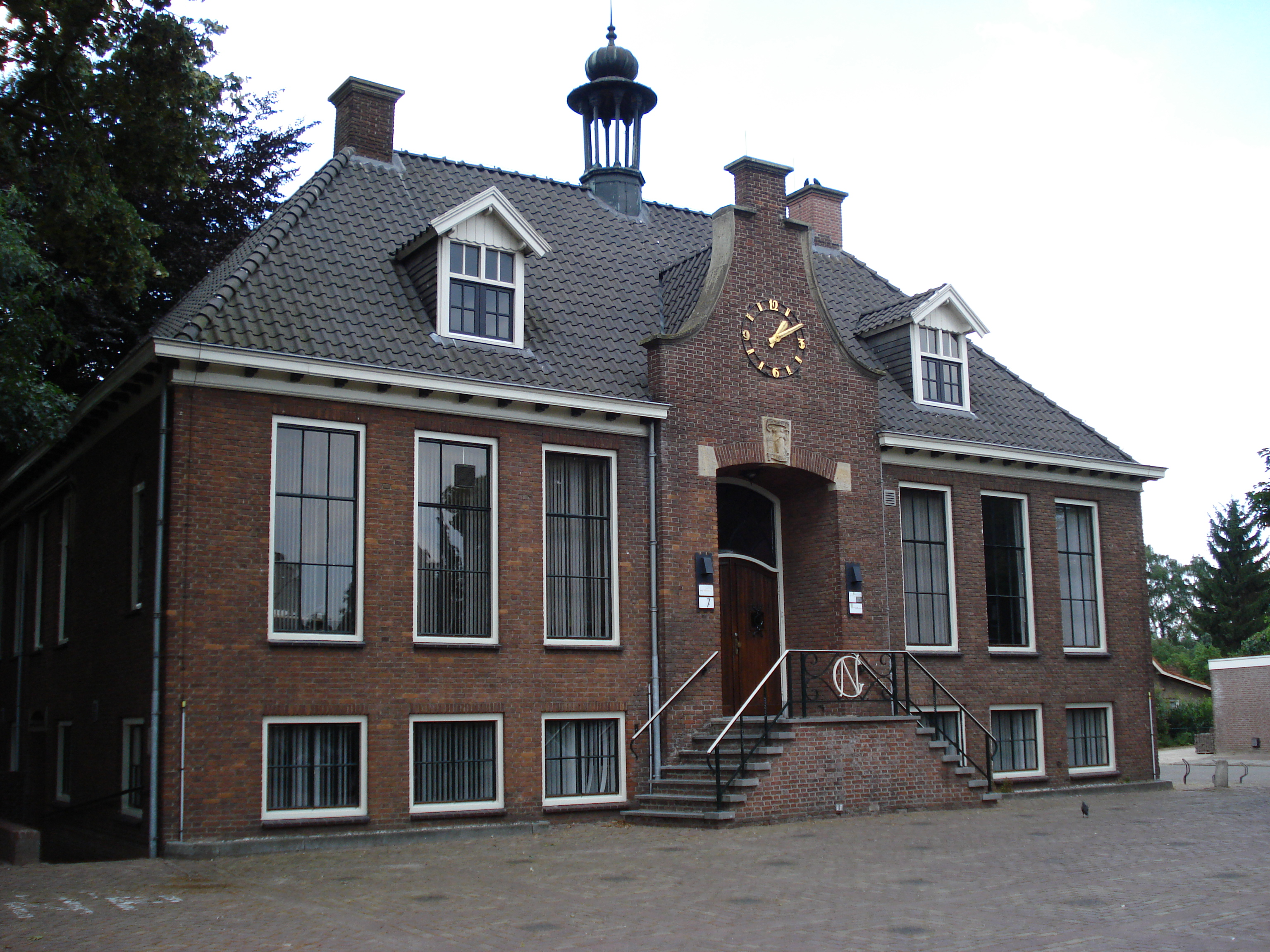
Raadhuis

- Het voormalig raadhuis, uit 1948, aan de Dorpsstraat 7, bevat een gebrandschilderd raam van Charles Eyck.

- De boerderij aan Elzenstraat 8 bevat een gevelsteen uit 1708 met het wapen van Tromp.
- De Sint-Jan's-Onthoofdingskerk uit 1951.

## Economie
Nuland is lange tijd een landbouwdorp geweest. Het aantal inwoners bedroeg 645 in 1809; 1000 omstreeks 1865; 2000 in 1952; 3000 in 1965 en 4500 in 1972. Sindsdien bleef het inwonertal vrijwel constant.
- Op 4 juni 1881 werd station Nuland aan de spoorlijn Tilburg - Nijmegen geopend. Het station is gesloten en het stationsgebouw werd in 1970 afgebroken.
- In 1887 is men begonnen met waterwinning in de dekzandrug ten westen van Nuland. In de jaren 60 en in 2009 zijn de bronnen en het pompstation gemoderniseerd. Brabant Water heeft er 26 putten, zowel middeldiepe (50 - 75 m) als diepe (110 - 125 m) bronnen, en pompt jaarlijks 8 miljoen m3 grondwater op die ter plaatse wordt gezuiverd tot drinkwater. Het terrein meet 110 ha en is in de jaren 50 van de 20e eeuw beplant met grove den en Amerikaanse eik. Er zijn heide- en stuifzandrestanten en in het zuidelijk deel van het gebied bevinden zich spoelwatersloten en daar is de natuur vochtiger. Dit gebied is vrij toegankelijk.

## Sint Jozefoord
Ten westen van Nuland ligt een dekzandrug met heide- en stuifzandrestanten en naaldbossen. Hier heeft eerder een klein slot gestaan, Duyn en Dael geheten. In 1948 verwierven de Zusters van de Choorstraat dit gebied Duyn en Dael. Zij verkregen dit terrein gratis van de eigenaar Wouter Lutkie. In ruil voor dit geschenk beloofde de congregatie jaarlijks een som geld te betalen aan Lutkie en hem, samen met zijn vrienden, het echtpaar Kees Ras en Marie-Ras-van den Eerenbeemt voor de rest van hun leven te verzorgen, hetgeen ook is geschied. In 1951 begon de bouw van een klooster met de naam Sint Jozefoord. In 1952 werd dit geopend. Het was een verzorgingsoord voor oudere religieuzen van deze congregatie. De architect van dit klooster was Jos Schijvens. Toen het aantal zusters terugliep werden er ook vrouwelijke religieuzen van andere congregaties opgenomen. In 2008 werd de zorginstelling ook voor niet-religieuzen opengesteld en in 2002 woonden er 115 zusters en 20 niet-religieuzen. In 2020 wonen er 144 bewoners, waarvan 41 zusters van 12 congregaties. Het klooster heeft ook een fraaie Kloostertuin.
Ten noorden van Nuland ligt de voormalige Maasdijk en ten noorden daarvan stroomde eerst de Beerse Maas. Dit is nu laaggelegen polderland. Ten zuiden van Nuland ligt een laaggelegen ontginningsgebied, Het Broek geheten, en ten oosten ligt landbouwgebied en de kom van Geffen.

## Trivia
- De alternatieve naam van Nuland tijdens de carnaval is 't Waoterrijk.
- De korfbalclub van Nuland heet Be Quick, de voetbalclub Nulandia en de tennisclub heet LTV Nuland.

## Nabijgelegen kernen
Rosmalen, Kruisstraat, Maren-Kessel, Geffen, Vinkel

## Externe bron
- drs. H.G.J. Buijks, 1992. Waar land en water elkaar ontmoetten, geschiedenis van Nuland.